# Phare de Punta Brava
Le phare de Punta Brava, en espagnol : faro de Punta Brava, également appelé phare de Punta Carretas a été mis en service le 1er octobre 1876. Le phare maritime est situé à Punta Carretas, près de Montevideo en Uruguay. 
Le phare a une hauteur de 21 mètres et sa lumière a une portée de 15 miles (un flash toutes les dix secondes). En 1962, le phare est électrifié. Le phare sert à guider les bateaux dans le Banco Inglés, le port Buceo ou l'entrée de la rivière Santa Lucia, à l'ouest de la ville de Montevideo.

## Source
- (en) Cet article est partiellement ou en totalité issu de l’article de Wikipédia en anglais intitulé « Punta Brava Lighthouse » (voir la liste des auteurs).